# Felix Schröter
Felix Schröter (* 23. Januar 1996 in Ulm) ist ein deutscher Fußballspieler.

## Vereinskarriere

### Anfänge
2000 begann Felix Schröter mit dem Fußballspielen beim TSV Pfuhl 1894, einem Turnsportverein aus dem bayerischen Neu-Ulm. Nach drei Jahren wechselte er zum SSV Ulm. Bei den Ulmern blieb er fünf Jahre, ehe er 2008 in die Jugend des VfB Stuttgart wechselte. Bei den Stuttgartern gewann er 2011 mit der U15 die Süddeutsche Meisterschaft. Anschließend zog es ihn zur TSG 1899 Hoffenheim, bei der er ebenfalls drei Jahre spielte. Hier wurde er überwiegend als Stürmer eingesetzt. Zuvor war er auch im Mittelfeld und als Außenverteidiger zum Einsatz gekommen. 2014 folgte der Wechsel zum FC Schalke 04.
In der U19 avancierte Schröter unter der Leitung Norbert Elgerts zum Stammspieler und Toptorjäger. Erstmals spielte er in der UEFA Youth League, in der er in sechs Spielen drei Tore erzielte. Im zweiten Ligaspiel erzielte er seine ersten beiden Treffer für Schalke im Spiel gegen den 1. FC Mönchengladbach. In den folgenden fünf Spielen erzielte er sechs weitere Ligatore. Zwischen dem achten und zwölften Spieltag blieb er tor- und assistlos. Am 16. Spieltag markierte er beim 8:0-Sieg gegen Arminia Bielefeld vier Treffer. Einen Spieltag später erzielte er im Spiel gegen Preußen Münster beim 6:0-Sieg drei Tore. Beim DFB-Junioren-Vereinspokal machte er in drei Spielen zwei Tore. Am Ende der Saison wurde er mit 27 Toren gemeinsam mit Marc Brašnić von Bayer 04 Leverkusen Torschützenkönig der A-Junioren Bundesliga West.

### Leihe nach Heidenheim
Schröter begann seine erste Saison im Herrenbereich in der zweiten Mannschaft des FC Schalke 04, kam aber an den ersten Spieltagen der Regionalliga West nicht zum Einsatz.
Am 8. August 2015 erhielt Schröter beim FC Schalke 04 einen bis zum 30. Juni 2018 datierten Profivertrag und wurde bis zum Ende der Saison 2015/16 in die 2. Bundesliga an den 1. FC Heidenheim verliehen. Dort gab er beim 1:0-Heimsieg gegen Fortuna Düsseldorf am 3. Spieltag sein Debüt, als er in der 77. Minute für Smail Morabit eingewechselt wurde. In Heidenheim konnte sich Schröter allerdings nicht durchsetzen und kam nur zu insgesamt drei Einsätzen ohne eigenen Torerfolg.

### Rückkehr zum FC Schalke 04
Im Februar 2016 wurde Schröters Leihvertrag in Heidenheim aufgelöst und er kehrte in die zweite Mannschaft des FC Schalke 04 zurück. In seinem ersten Einsatz gegen die zweite Mannschaft von Borussia Mönchengladbach erzielte er in der 66. Spielminute sein erstes Tor im Herrenbereich zum 2:2-Endstand.

### Wechsel in die Regionalliga
Zur Regionalligasaison 2018/19 nahm ihn der FV Illertissen unter Vertrag. In 33 Ligaspielen konnte der Stürmer 16 Tore und 8 Assists erzielen.

### Dritte Liga mit Unterhaching
Im Sommer 2019 unterschrieb Schröter bei der SpVgg Unterhaching einen bis Juni 2021 gültigen Vertrag.

### Wechsel nach Norwegen
Im Sommer 2021 wechselte Schröter nach Norwegen zum FK Jerv.

## Nationalmannschaft
Am 11. November 2010 absolvierte er sein erstes und einziges Spiel für die deutsche U15 gegen Polen. Beim 2:0 agierte er insgesamt 42 Minuten auf der Linksverteidiger-Position. Knapp ein Jahr später debütierte er gegen die Ukraine für die U16. Beim 3:0-Erfolg konnte er ein Tor selbst erzielen. Sein zweites und letztes Spiel machte er bei der 1:3-Niederlage gegen Dänemark, in dem ihm ein Tor gelang.

## Erfolge
- 2011: Süddeutscher Meister (U15)
- Deutscher Meister (U19): 2014, 2015
- 2015: Westdeutscher U19-Meister